# Liste der Kulturdenkmale in Burgwerben
Die Liste der Kulturdenkmale in Burgwerben enthält die Kulturdenkmale des Landesamtes für Denkmalpflege und Archäologie in Sachsen-Anhalt im Weißenfelser Ortsteil Burgwerben und ist eine Teilliste der Liste der Kulturdenkmale in Weißenfels. Grundlage ist das Denkmalverzeichnis des Landes Sachsen-Anhalt, das auf Basis des Denkmalschutzgesetzes des Landes Sachsen-Anhalt, welches am 21. Oktober 1991 durch das Landesamt erstellt und seither laufend ergänzt wurde (Stand: 31. Dezember 2022).

## Legende
In den Spalten befinden sich folgende Informationen:
- Lage: Nennt den Straßennamen und wenn vorhanden die Hausnummer des Kulturdenkmals. Die Grundsortierung der Liste erfolgt nach dieser Adresse. Der Link „Karte“ führt zu verschiedenen Kartendarstellungen und nennt die geographischen Koordinaten.
Link zu einem Kartenansichtstool, um Koordinaten zu setzen. In der Kartenansicht sind Baudenkmale ohne Koordinaten mit einem roten bzw. orangen Marker dargestellt und können in der Karte gesetzt werden. Baudenkmale ohne Bild sind mit einem blauen bzw. roten Marker gekennzeichnet, Baudenkmale mit Bild mit einem grünen bzw. orangen Marker.
- Offizielle Bezeichnung: Nennt den Namen, die Bezeichnung oder zumindest die Art des Kulturdenkmals und verlinkt, soweit vorhanden, auf den Artikel zum Objekt.
- Beschreibung: Nennt bauliche und geschichtliche Einzelheiten des Kulturdenkmals, vorzugsweise die Denkmaleigenschaften.
- Erfassungsnummer: Für jedes Kulturdenkmal wird in Sachsen-Anhalt eine 20stellige Erfassungsnummer vergeben. Die letzten zwölf Ziffern werden für die Untergliederung nach Teilobjekten genutzt und werden nur angegeben, soweit vergeben. In dieser Spalte kann sich folgendes Icon  befinden, dies führt zu Angaben zu diesem Baudenkmal bei Wikidata.
- Ausweisungsart: Die Einordnung des Denkmales nach § 2 Abs. 2 DenkmSchG LSA
- Bild: Ein Bild des Denkmales, und gegebenenfalls einen Link zu weiteren Fotos des Kulturdenkmals im Medienarchiv Wikimedia Commons. Wenn man auf das Kamerasymbol klickt, können Fotos zu Kulturdenkmalen aus dieser Liste hochgeladen werden:

## Kulturdenkmale
| Lage                                                                               | Bezeichnung    | Beschreibung | Erfassungs- nummer | Ausweisungsart | Bild           |
| ---------------------------------------------------------------------------------- | -------------- | ------------ | ------------------ | -------------- | -------------- |
| (Karte)                                                                            | Kirche         |              | 094 15644          | Baudenkmal     | Weitere Bilder |
| unmittelbar südöstlich der Ortslage (Karte)                                        | Weinberghaus   |              | 094 15631          | Baudenkmal     | BW             |
| Koordinaten fehlen! Hilf mit.                                                      | Weinberghaus   |              | 094 15632          | Baudenkmal     |                |
| Alte Hauptstraße 15, 17 (Karte)                                                    | Häusergruppe   |              | 094 15636          | Denkmalbereich | BW             |
| Alte Hauptstraße 20, Zur Alten Schule 1, 2, 3, 4, 6 (Karte)                        | Straßenzug     |              | 094 15638          | Denkmalbereich | BW             |
| An den Weinbergen 3 (Karte)                                                        | Pfarrhaus      |              | 094 13075          | Baudenkmal     | BW             |
| An den Weinbergen 14 (Karte)                                                       | Villa          |              | 094 15633          | Baudenkmal     | BW             |
| Anger 2, 3, 4 (Karte)                                                              | Straßenzeile   |              | 094 15639          | Denkmalbereich | BW             |
| Burgwerbener Straße 16 (Karte)                                                     | Gaststätte     | Zur Linde    | 094 15642          | Baudenkmal     | BW             |
| Burgwerbener Straße 61 (Karte)                                                     | Tagelöhnerhaus |              | 094 15641          | Baudenkmal     | BW             |
| Friedrich-Liszt-Straße 4, 6, 8, 10, 11, 12, 17 (Karte)                             | Straßenzug     |              | 094 15634          | Denkmalbereich | BW             |
| Hermann-Zack-Weg 1, 2, 3, 4, 5, 10, 11, 13 (Karte)                                 | Straßenzug     |              | 094 15635          | Denkmalbereich | BW             |
| Weinstraße 8 (Karte)                                                               | Rittergut      |              | 094 15643          | Baudenkmal     | Weitere Bilder |
| Weinstraße 3, 5, 7, 9, 10, 12, 14, 15, 17, 19, 19a, 21, 23, 25, 27, 29, 31 (Karte) | Straßenzug     |              | 094 15640          | Denkmalbereich | Straßenzug     |

## Ehemalige Kulturdenkmale
| Lage                            | Bezeichnung  | Beschreibung | Erfassungs- nummer | Ausweisungsart | Bild |
| ------------------------------- | ------------ | --- | ------------------ | -------------- | ---- |
| Alte Hauptstraße 38, 42, 44, 46 | Straßenzeile | ein- bis zweigeschossige Hofanlagen aus dem 18. und 19. Jahrhundert, im Jahr 2017 aus dem Denkmalverzeichnis gelöscht | 094 15637          | Denkmalbereich |      |